# 6자 회담

2003년 8월, 6자회담 좌석 배치도.

6자 회담(六者會談(육자 회담), 문화어: 륙자회담, 영어: Six-party Talks, 중국어: 六方会谈 듣기 (도움말·정보), 일본어: 六者会合, 러시아어: Шестисторонние переговоры)은 조선민주주의인민공화국의 핵 문제 해결을 위해 2003년 8월 27일에 처음 열린 한반도 주변 6개국의 회담이다.
6자 회담 참가국은 대한민국, 러시아, 미합중국, 일본, 조선민주주의인민공화국, 중화인민공화국이다. 2007년 2월 13일 2·13 합의가 이루어져 일단 문제 해결의 실마리가 잡히기 시작했다. 합의의 주 내용은 조선민주주의인민공화국의 핵시설 폐쇄와 불능화, 핵사찰 수용, 중유지원 100만 톤 상당의 경제적 지원 등이다.

## 실장급 회담
한국에서는 정상회담, 장관급회담, 차관급회담, 1급 실장급회담, 2급 국장급회담의 5가지 회담이 있다. 6자회담은 1급 차관보가 수석대표인 실장급 실무회담이다. 한국에서 실무자가 오를 수 있는 최고위직은 1급이다. 장관과 차관은 정무직이라서 경력과 무관하게 임명될 수 있다. 한국 미국 일본이 실장급인데 비해, 북한 중국 러시아는 차관을 보냈다.

## 조선민주주의인민공화국핵문제 관련 일지
- 1985년 12월 12일 : 조선민주주의인민공화국, 핵 확산 금지 조약(NPT) 가입.
- 1992년 1월 30일 : 조선민주주의인민공화국, 국제원자력기구(IAEA) 핵안전협정 서명.
- 1993년 3월 8일 : 국제원자력기구(IAEA), 대북한 특별사찰 요청 결의안 채택.
- 1993년 3월 12일 : 조선민주주의인민공화국, UN 안전보장이사회에 NPT 탈퇴 공식 통보 제1차 북핵위기.
- 1993년 6월 2일 : 북미 고위급회담(1단계) 개최.
- 1993년 6월 11일 : 조선민주주의인민공화국, NPT 탈퇴 유보.
- 1993년 7월 14일 : 북미 고위급회담(2단계) 개최(~7월 19일).
- 1993년 11월 1일 : UN 총회, 조선민주주의인민공화국 핵문제에 관한 결의안 채택.
- 1993년 12월 29일 : 북미 실무접촉, 핵사찰 수용 합의.
- 1994년 10월 21일 : 조선민주주의인민공화국-미국 북미제제바합의 채택
- 1995년 3월 9일 : 조선민주주의인민공화국에 경수로 제공을 위한 한반도 에너지 개발기구(KEDO) 설립.
- 2000년 2월 3일 : 조선민주주의인민공화국 경수로 공사 시작.
- 2002년 10월 3일 : 북한 핵탄두 개발 시인. 2차 북핵위기
- 2003년 1월 10일 : 조선민주주의인민공화국, 핵 확산 금지 조약(NPT) 탈퇴 선언.
- 2003년 2월 12일 : 국제원자력기구(IAEA) 특별이사회, 북핵 문제 유엔 안전 보장 이사회 보고 결의안 채택.
- 2005년 2월 10일 : 조선민주주의인민공화국 핵 보유 선언
- 2005년 9월 19일 : 6자회담 '9.19 공동성명' 채택
- 2006년 10월 9일 조선중앙통신사 보도를 통해 핵실험을 성공적으로 진행했다고 발표했다. 그리고 한국지질자원연구원은 이날 오전 10시 35분께 함경북도 화대리 지역에서 진도 3.58에서 3.7 규모의 지진파를 감지했다고 밝혔다.
- 2007년 2월 13일 : 6자회담 '2.13 합의문' 채택
- 2007년 3월 13일 : 모하메드 엘바라데이 IAEA 사무총장 방북 (~3월 14일)
- 2007년 3월 19일 : 조선민주주의인민공화국, BDA 자금 동결 문제 삼아 제6차 6자회담 수석대표회의 불참
- 2007년 6월 25일 : 조선민주주의인민공화국 외무성, BDA 동결자금 북한계좌로 송금 확인
- 2007년 6월 26일 : IAEA 실무단 방북, 2.13 합의에 따른 북핵 시설 폐쇄.검증 문제 등 협의 (~6월 30일)
- 2007년 7월 15일 : 조선민주주의인민공화국 외무성, 중유 5만t 도착 확인하고 영변 핵시설 가동 중단 발표
- 2007년 9월 1일 : 북미 관계정상화 실무그룹 제2차 회의, 핵시설 연내 불능화.전면 신고 합의 (제네바) (~9월 2일)
- 2007년 9월 11일 : 미.중.러 '북핵 불능화기술팀' 방북 (~9월 15일)
- 2007년 10월 3일 : 6자회담 '10.3 합의문' 채택
- 2007년 11월 1일 : 미 북핵 불능화팀 방북, 불능화 조치 착수 (~11월 5일)
- 2007년 11월 27일 : 6자회담 당국자 등 '북핵 불능화 실사단' 북한 영변 방문 (~11월 29일)
- 2008년 1월 4일 : 조선민주주의인민공화국 외무성 "美에 수입 알루미늄관 이용 군사시설 참관시켜..핵신고서 작년 11월 제공"
- 2008년 6월 26일 : 조선민주주의인민공화국, 플루토늄 생산량 등을 적시한 핵 신고서 제출. 미, 대북 테러 지원국 지정 해제 절차 착수
- 2008년 6월 27일 : 조선민주주의인민공화국, 영변 원자로 냉각탑 폭파
- 2008년 7월 10일 : 6자 수석대표회동(베이징). 10월말까지 불능화. 에너지 지원 완료 및 검증원칙 합의 (~7월 12일)
- 2008년 8월 26일 : 조선민주주의인민공화국 외무성 대변인, 테러 지원국 해제 연기가 10.3합의 위반이라며 '대응조치'로 영변 핵시설 불능화 중단과 원상복구 고려한다는 입장 발표
- 2008년 9월 19일 : 조선민주주의인민공화국 외무성 대변인 "영변 핵시설 원상복구 중" 발표
- 2008년 10월 1일 : 크리스토퍼 힐 차관보 방북, 핵 검증 원칙 논의 (~10월 3일)
- 2008년 10월 11일 (자정) : 미 국무부, 대북 테러 지원국 지정 해제 발표
- 2008년 12월 8일 : 6자 수석대표 회동, 성과 없이 휴회, 검증의정서 채택 실패 (~12월 11일)
- 2009년 4월 5일 : 조선민주주의인민공화국, 은하 2호 발사
- 2009년 4월 14일 (뉴욕 4월 13일) : 유엔 안전 보장 이사회 전체 공개회의 열어 의장성명 공식 채택.북 외무성 성명, 6자회담 불참. 핵시설 원상복구 방침 천명
- 2009년 4월 18일 : 조선민주주의인민공화국 총참모부 대변인 "대량살상무기 확산방지구상는 선전포고" 거듭 주장
- 2009년 4월 25일 : 조선민주주의인민공화국 외무성 대변인 "영변 핵시설 폐연료봉 재처리작업 착수" 발표
- 2009년 4월 29일 : 조선민주주의인민공화국 외무성 성명, 핵시험, 대륙간탄도미사일(ICBM) 실험 경고
- 2009년 5월 8일 : 조선민주주의인민공화국 외무성 대변인 "대북 적대 美와 대화 무용" 입장 발표
- 2009년 5월 25일 : 조선민주주의인민공화국, 2차 핵실험 감행
- 2009년 6월 11일 : 조선민주주의인민공화국 2차 핵실험 실시에 따른 유엔 제재 결의
- 2009년 6월 13일 : 조선민주주의인민공화국, "우라늄 농축작업 착수" 선언 (외무성 선언)
- 2009년 9월 3일 : 조선민주주의인민공화국, 유엔 안전 보장 이사회 의장에게 전달한 편지 통해 "우라늄 농축 시험 성공" 주장
- 2010년 5월 12일 : 조선민주주의인민공화국 "자체 기술로 핵융합 반응 성공" 주장 (노동신문)
- 2010년 10월 8일 : 미 과학국제안보연구소(ISIS), 보고서 통해 "조선민주주의인민공화국, HEU 개발 실험실 단계 넘어" 주장
- 2010년 11월 17일 : 잭 프리처드 미국 한미경제연구소(KEI) 소장, "북한이 2012년 목표로 영변 지역에 100MW 규모의 실험용 경수로 건설 추진 중"
- 2010년 11월 21일 : 지그프리드 헤커 스탠퍼드대 국제안보협력센터 소장, "9∼13일 방북시 영변에서 수백개의 원심분리기가 설치된 것 목격"

## 6자회담의 진행

### 제1차 회담
- 일정 : 2003년 8월 27일 ~ 29일.
- 장소 : 베이징 댜오위타이 국빈관(중국어 정체자: 釣魚台國賓館, 간체자: 钓鱼台国宾馆, 병음: Diàoyútái Guó Bīnguǎn, 영어: Diaoyutai State Guesthouse, 일본어: ちょうぎょだい-こくひんかん)

각국 수석대표
 대한민국: 이수혁(李秀赫), 외교통상부 차관보
 조선민주주의인민공화국: 김영일(金永日) 외무성 부상 (=차관)
 미국: 제임스 켈리(James Kelly), 국무부 동아시아태평양담당 차관보
 중화인민공화국: 왕이(王毅), 외교부 부부장 (=차관)
 일본: 야부나카 미토리(藪中 三十二), 외무성 아시아대양주 국장 (=차관보)
 러시아: 알렉산드르 로슈코프(Алекса́ндр Лосюко́в), 외무부 차관

### 제2차 회담
- 일정 : 2004년 2월 25일 ~ 28일.
- 장소 : 베이징 조어대 국빈관

각국 수석대표
 대한민국: 이수혁(李秀赫), 외교통상부 차관보
 조선민주주의인민공화국: 김계관 (金桂寬) 외무성 부상
 미국: 제임스 켈리(James Kelly), 국무부 동아시아태평양담당 차관보
 중화인민공화국: 왕이(王毅), 외교부 부부장
 일본: 야부나카 미토리(藪中 三十二), 외무성 아시아대양주 국장
 러시아: 알렉산드르 로슈코프(Алекса́ндр Про́хорович Лосюко́в ), 외무부 차관

### 제3차 회담
- 일정 : 2004년 6월 23일 ~ 26일.
- 장소 : 베이징 조어대 국빈관

각국 수석대표
 대한민국: 이수혁(李秀赫), 외교통상부 차관보
 조선민주주의인민공화국: 김계관 (金桂寬) 외무성 부상
 미국: 제임스 켈리(James Kelly), 국무부 동아시아태평양담당 차관보
 중화인민공화국: 왕이(王毅), 외교부 부부장
 일본: 야부나카 미토리(藪中 三十二), 외무성 아시아대양주 국장
 러시아: 알렉산드르 로슈코프(Алекса́ндр Про́хорович Лосюко́в ), 외무부 차관

### 제4차 회담

#### 제1단계 회담
- 일정 : 2005년 7월 26일 ~ 8월 7일.
- 장소 : 베이징 조어대 국빈관

각국 수석대표
 대한민국: 송민순 (宋旻淳), 외교통상부 차관보
 조선민주주의인민공화국: 김계관 (金桂寬) 외무성 부상
 미국: 크리스토퍼 힐 (Christopher Hill), 국무부 동아시아태평양담당 차관보
 중화인민공화국: 우다웨이 (武大偉), 외교부 부부장
 일본: 사사에 겐이치(佐佐江賢一郞), 외무성 아시아대양주 국장
 러시아: 알렉산드르 알렉세예프(Александр Алексеев), 외무부 차관
8월 7일 제1단계 회담 휴회.
9월 13일 베이징에서 제2단계 회담 재개.
9월 19일 공동성명 발표 및 회담 종료.

#### 제2단계 회담
- 일정 : 2005년 9월 13일 ~ 9월 19일.
- 장소 : 베이징 조어대 국빈관.

각국 수석대표
 대한민국: 송민순 (宋旻淳), 외교통상부 차관보
 조선민주주의인민공화국: 김계관 (金桂寬) 외무성 부상
 미국: 크리스토퍼 힐 (Christopher Hill), 국무부 동아시아태평양담당 차관보
 중화인민공화국: 우다웨이 (武大偉), 외교부 부부장
 일본: 사사에 겐이치(佐佐江賢一郞), 외무성 아시아대양주 국장
 러시아: 알렉산드르 알렉세예프(Александр Алексеев), 외무부 차관

### 제5차 회담

#### 1단계 회담
- 일정 : 2005년 11월 9일 ~ 11월 11일
- 장소 : 베이징 조어대 국빈관.

각국 수석대표
 대한민국: 송민순 (宋旻淳), 외교통상부 차관보
 조선민주주의인민공화국: 김계관 (金桂寬) 외무성 부상
 미국: 크리스토퍼 힐 (Christopher Hill), 국무부 동아시아태평양담당 차관보
 중화인민공화국: 우다웨이 (武大偉), 외교부 부부장
 일본: 사사에 겐이치(佐佐江賢一郞), 외무성 아시아대양주 국장
 러시아: 알렉산드르 알렉세예프(Александр Алексеев), 외무부 차관

#### 2단계 회담
- 일정 : 2006년 12월 18일 ~ 12월 22일
- 장소 : 베이징 조어대 국빈관.

각국 수석대표
 대한민국: 천영우 (千英宇), 외교통상부 차관보
 조선민주주의인민공화국: 김계관 (金桂寬) 외무성 부상
 미국: 크리스토퍼 힐 (Christopher Hill), 국무부 동아시아태평양담당 차관보
 중화인민공화국: 우다웨이 (武大偉), 외교부 부부장
 일본: 사사에 겐이치(佐佐江賢一郞), 외무성 아시아대양주 국장
 러시아: 세르게이 라조프(Сергей Разов), 주중 러시아 대사

#### 3단계 회담
- 일정 : 2007년 2월 8일 ~ 2월 13일
- 장소 : 베이징 조어대 국빈관.

각국 수석대표
 대한민국: 천영우 (千英宇), 외교통상부 차관보
 조선민주주의인민공화국: 김계관 (金桂寬) 외무성 부상
 미국: 크리스토퍼 힐 (Christopher Hill), 국무부 동아시아태평양담당 차관보
 중화인민공화국: 우다웨이 (武大偉), 외교부 부부장
 일본: 사사에 겐이치(佐佐江賢一郞), 외무성 아시아대양주 국장
 러시아: 알렉산드르 알렉세예프(Александр Алексеев), 외무부 차관
2월 8일 9.19 공동성명』이행을 위한『2.13 합의』 (초기조치)발표.

### 제6차 회담

#### 1단계 회담
- 일정 : 2007년 3월 19일 ~ 3월 22일
- 장소 : 베이징 조어대 국빈관.

각국 수석대표
 대한민국: 천영우 (千英宇), 외교통상부 차관보
 조선민주주의인민공화국: 김계관 (金桂寬) 외무성 부상
 미국: 크리스토퍼 힐 (Christopher Hill), 국무부 동아시아태평양담당 차관보
 중화인민공화국: 우다웨이 (武大偉), 외교부 부부장
 일본: 사사에 겐이치(佐佐江賢一郞), 외무성 아시아대양주 국장
 러시아: 알렉산드르 알렉세예프(Александр Алексеев), 외무부 차관

#### 2단계 회담
- 일정 : 2007년 9월 27일 ~ 10월 3일
- 장소 : 베이징 조어대 국빈관.

각국 수석대표
 대한민국: 천영우 (千英宇), 외교통상부 차관보
 조선민주주의인민공화국: 김계관 (金桂寬) 외무성 부상
 미국: 크리스토퍼 힐 (Christopher Hill), 국무부 동아시아태평양담당 차관보
 중화인민공화국: 우다웨이 (武大偉), 외교부 부부장
 일본: 사사에 겐이치(佐佐江賢一郞), 외무성 아시아대양주 국장
 러시아: 알렉산드르 알렉세예프(Александр Алексеев), 외무부 차관

## 회의의 결과

### 4차 6자 회담 공동성명 내용 요약[2]
1. (핵무기 관련)
  1. 6개국은 이번 회담의 목표가 한반도의 비핵화를 이루는 것임을 재확인.
  2. 조선민주주의인민공화국은 모든 핵무기와 핵 프로그램을 포기하고 핵 확산 금지 조약와 IAEA의 안전조치에 복귀
  3. 미국은 한반도의 핵무기가 없으며 조선민주주의인민공화국을 공격하거나 침략할 의사가 없음을 확인
  4. 남한은 한반도 비핵화 선언을 재확인하고 남한에 핵무기가 없음을 확인
  5. 조선민주주의인민공화국은 평화적 핵에너지 사용 권리가 있음을 확인, 적당한 시점에 조선민주주의인민공화국에 경수로 제공 문제를 논의할 것
2. (조선민주주의인민공화국과 미일관계)
  1. 6개국은 유엔헌장을 준수하고, 국제관계 규범을 따르기로 함.
  2. 조선민주주의인민공화국과 미국은 상호간 주권을 존중하기로 합의. 평화적으로 상호 공존하며, 관계정상화 조치를 취할 것.
  3. 조선민주주의인민공화국과 일본은 평양선언에 따라 관계를 정상화시키기로 함.
3. (경제협력 및 에너지제공)
  1. 6개국은 에너지, 교역, 투자분야에서 경제 협력을 증진시키기로 승낙
  2. 중국, 일본, 남한, 러시아, 미국은 조선민주주의인민공화국에 에너지를 제공할 것이라는 의지를 밝힘.
  3. 남한은 조선민주주의인민공화국에 200만kw 전력을 제공하는 7월의 제안을 재확인.
4. (평화체제 협상)
  1. 6개국은 동북아에서 평화안정을 지속시키기 위한 공동 노력을 다짐
  2. 직접 당사자들은 한반도의 영구 평화체제를 위한 협상을 별도의 포럼을 통해 하기로 했음.
5. (안보 협력 및 합의 실현 조치)
  1. 6개국은 동북아에서의 안보와 협력을 위한 방법을 찾아보자는 데 합의.
  2. 6개국은 단계적 방식으로, 상호 원칙에 따라 앞서 언급한 합의를 실현하기 위한 조치를 취하기로 합의.
6. (5차 육자 회담)
  1. 6개국은 5차 6자 회담을 11월 초 베이징에서 열기로 합의.

### 5차 6자회담에서 이루어진 '2·13합의' 내용[3]
북한은 영변의 핵시설 가동을 중지하고 봉인한다. 여기에는 재처리시설도 포함된다. 또한 국제원자력기구(IAEA)의 요원을 다시 불러 필요한 감시와 확인을 하게 한다.
5개국은 북한에 대해 긴급 에너지 지원을 하는데 시작은 중유 5만 톤부터이다. 60일 이내에 이를 개시한다.
모든 6개국은 상호 신뢰 증진, 동북아의 평화 지속을 위한 공동 노력을 하기 위한 긍정적인 발걸음을 내디딜 것에 동의한다. 당사국은 직접 한반도의 영구적인 평화를 위해 적절한 별도의 포럼에서 협상한다.
6개국은 다음에 관한 5개의 한반도 비핵화, 북미관계 정상화, 북일관계 정상화, 경제와 에너지 협력, 동북아 평화와 안전에 관한 기구 실무그룹을 만든다.

## 회담 재개 노력
북한이 북핵 6자 회담을 재개하기 위해  인도네시아 공화국 정부가 중재자로 나서달라고 요청했었다는 보도가 나왔다.

## 같이 보기
- 핵 확산 금지 조약(NPT)
- 북핵
- 북핵문제
- 한반도 평화협정
- 2018년 북미정상회담
- 9·19 공동성명